# 曾卓悅
曾卓悅，（Psyche Tsang Cheuk Yuet，1991年8月26日—），身高1米6，三圍34C、23、33，香港少女模特兒，演員，也是活動模特兒，雜誌模特兒，性感打扮及身材成為焦點，還參演數部電影。

## 參與電影
- 2015年：《少女打擂台》 飾 學校學生
- 2017年：《拆彈專家》 飾 市民
- 2017年：《原諒他77次》 飾 伴娘
- 2017年：《喵星人》 飾 商業團隊成員
- 2017年：《常在你左右》飾 美容院工作人員
- 2019年：《最佳男友進化論》飾 范凡女友[4][5]

## 出版書籍
- 2014年：《SSH 1 & 2》[6][7]

## 私生活
她自述小學五年班時，「初戀」對象是班上男生。其後被老師介入，使對方驚慌下主動「分手」。
她出道後2014年，於網上流傳疑是其自拍的裸體影片及照片，自此她變得低調，更甚少見報。

## 畫冊
- xoliverx Album （页面存档备份，存于）
- plcleung Album （页面存档备份，存于）